# Lina-Kristin Schink
Lina-Kristin Schink (5 de noviembre de 1983) es una deportista alemana que compitió en triatlón. Ganó dos medallas de plata en el Campeonato Europeo de Triatlón de Larga Distancia, en los años 2019 y 2022.

## Palmarés internacional
| Campeonato Europeo | Campeonato Europeo    | Campeonato Europeo | Campeonato Europeo |
| Año                | Lugar                 | Medalla            | Prueba             |
| ------------------ | --------------------- | ------------------ | ------------------ |
| 2019               | Almere (Países Bajos) | Medalla de plata   | Individual         |
| 2022               | Almere (Países Bajos) | Medalla de plata   | Individual         |